# Babati
Babati je grad u Tanzaniji, sjedište istoimenog okruga te regije Manyara. Nalazi se 140 km jugozapadno od grada Arushe.
Godine 2002. okrug Babati imao je 303.013 stanovnika.